# Henk Pellikaan

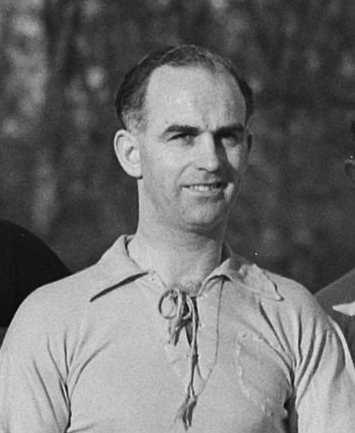
Henk Pellikaan im Jahr 1948

Hendricus Adriaan „Henk“ Pellikaan (* 10. November 1910 in Leerdam, heute zu Vijfheerenlanden; † 24. Juli 1999 in Tilburg) war ein niederländischer Fußballspieler. Er war in den 1930er und 1940er Jahren für den TSV LONGA aus Tilburg aktiv und spielte von 1932 bis 1946 13 Partien in der Nationalmannschaft.

## Leben und Karriere

### Im Verein
Als Schüler spielte Pellikaan zunächst in seiner Heimatgemeinde Leerdam, ehe er mit 13 Jahren zum TSV LONGA kam. Mit 17 hatte er die Schule beendet und arbeitete im Bauunternehmen Gebrs. Struijcken. Mit dem TSV LONGA erlebte der rechte Läufer die Blütezeiten des Vereins, die 1944 in der Meisterschaft der Eerste klasse Süd vor PSV Eindhoven ihren Höhepunkt hatten; die Endrunde um die niederländische Meisterschaft beendete LONGA als Dritter hinter De Volewijckers und VUC Den Haag.

### In der Nationalmannschaft
In die Nationalmannschaft wurde Pellikaan erstmals 1932 berufen. Sein Debüt gab er am 4. Dezember in Düsseldorf beim 2:0-Sieg der Niederländer gegen die Mannschaft des Deutschen Reiches. Gemeinsam mit Wim Anderiesen und Puck van Heel bildete er in diesem Match die Läuferreihe, die fortan die Stammformation der Niederländer werden sollte. Zuletzt spielte sie anderthalb Jahre später im WM-Achtelfinale 1934 so zusammen. Beim Publikum war Pellikaan zu dieser Zeit wegen seiner Einsatzfreude und seines Arbeitswillens sehr beliebt.
Bis zu seinem nächsten Länderspiel dauerte es jedoch fast dreieinhalb Jahre. Am 31. Oktober 1937 lief er in Amsterdam bei der 2:3-Niederlage gegen Frankreich zu seinem ersten Comeback auf. Es blieb zunächst bei diesem einen Spiel. Ab 1938 litt er unter langwierigen Knieverletzungen, ab 1940 verhinderten Zweiter Weltkrieg und Besetzung weitere Länderspiele. Da es nach dem Krieg an jungen Spielern mangelte, wurde er jedoch noch einmal reaktiviert. Das Match in Luxemburg am 10. März 1946, das 6:2 für die Niederländer endete, war sein dreizehntes und endgültig letztes in Oranje.

### Nach der aktiven Zeit

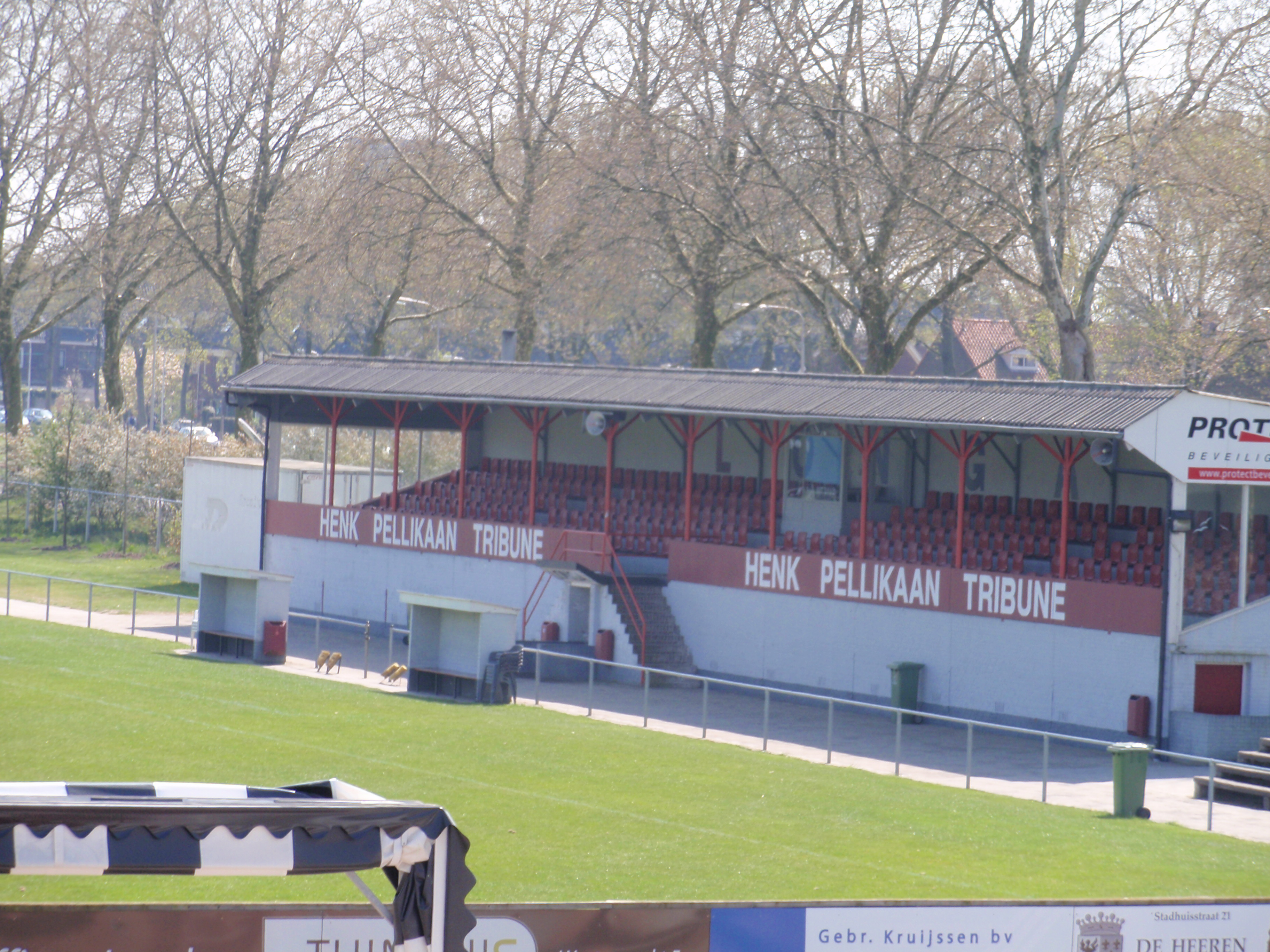
Die Henk-Pellikaan-Tribüne des TSV LONGA

Ab 1953 war Pellikaan neben Harry Dénis Mitglied der Auswahlkommission (keuze commissie) des KNVB, der noch bis 1957 für die Aufstellung der Nationalmannschaft verantwortlich war.
Nach der aktiven Laufbahn baute Pellikaan ein eigenes Bauunternehmen auf. Er war selbst ein passabler Amateur-Tennisspieler gewesen; sein Unternehmen machte in den 1960er Jahren dadurch auf sich aufmerksam, dass es preisgünstige Tennis- und Sporthallen baute. Die Pellikaanhal in Tilburg ist nach Henk Pellikaan benannt; hier trägt die Mannschaft des mehrfachen niederländischen Eishockeymeisters Trappers ihre Heimspiele aus; Pellikaan war zeitweilig Vorsitzender des Vereins.